# Sör Lindberg
Sör Lindberg är en by i Leksands socken, Leksands kommun, belägen ungefär 20 kilometer nordost om Leksands-Noret.
Byn omtalas första gången 1450 då en 'asbiurn j limbærghe' omnämns, och 1483 skrivs bynamnet 'lymberghe'. Urspsrunget till bynamnet är oklart. "Lim" betyder kalk, men kan även syfta på ljus jord. Tankar har även framförts att bynamnet kommer från byn Lima och Limsjön, och att Lima ursprungligen haft sina fäbodar här, och därigenom namngivit Norr och Sör Lindberg, sjön Opplimen, samt Plintsberg (som tidigare hette Oplimsberg).
Byn hörde tidigare ihop med grannbyn Norr Lindberg. År 1539 redovisas byarna tillsammans med 10 mantal. I skattelängden 1558 förekommer bynamnet "Södre Limberg", men annars är det först under 1600- och 1700-talen som byarna mer konsekvent skiljs åt. Älvsborgs lösen upptar 18 bönder i byn, och mantalslängden 1668 redovisar 19 hushåll. Holstenssons karta från samma år har nio gårdsmarkeringar i Sör Lindberg och tio i Norr Lindberg.
Mantalslängden 1766 upptar 17 hushåll i Sör Lindberg. I samband med storskiftet på 1820-talet fanns 23 gårdar i byn. Husförhörslängden från 1835 redovisar dock endast 17 hushåll. Förklaringen ligger troligen i att Sör Lindberg var en blandby. Storskifteshandlingarna visar 15 fäboddelägare från Ullvi, Tibble och Leksands-Noret i Sör Lindberg.
Byn själv hade inga fäbodar, men i slutet av 1800-talet skaffade sig flera av byborna fäbodar i de omkring 1860 anlagda Lindbergssågen. Sör Lindberg hör till de byar som klarat avfolkningsåren under 1900-talet väl och 1970 hade man ännu 15 fastboende hushåll i byn.
Vid den gamla kyrkvägen in mot Noret finns en kulle, omkring 15 meter hög och 50 meter i diameter, kallad Höghol. Enligt traditionen spökar det där då Höghols Anna som skall ha gravsatts i högen går igen. Området med högen inköptes av Erik Axel Karlfeldt som bodde i grannbyn Sjugare och han satt ofta på kullen. En del av dikterna i samlingen Hösthorn skall ha tillkommit på kullen.